# Anolis roatanensis
Anolis roatanensis es una especie de escamosos de la familia Dactyloidae.

## Distribución geográfica
Es endémica de Roatán, en las islas de la Bahía (Honduras).

## Estado de conservación
Se encuentra amenazada por la pérdida de su hábitat natural.